# Elezioni politiche in Italia del 1987 per circoscrizione (Senato della Repubblica)
Le elezioni politiche in Italia del 1987 nelle circoscrizioni del Senato della Repubblica videro i seguenti risultati.

## Risultati
Circoscrizione Piemonte;
| Liste                                         | Voti      | %     | Seggi |
| --------------------------------------------- | --------- | ----- | ----- |
| Democrazia Cristiana                          | 752 920   | 28,44 | 8     |
| Partito Comunista Italiano                    | 698 174   | 26,37 | 8     |
| Partito Socialista Italiano                   | 342 859   | 12,95 | 3     |
| Partito Repubblicano Italiano                 | 138 379   | 5,23  | 1     |
| Movimento Sociale Italiano - Destra Nazionale | 123 037   | 4,65  | 1     |
| Partito Liberale Italiano                     | 117 919   | 4,45  | 1     |
| Partito Socialista Democratico Italiano       | 110 937   | 4,19  | 1     |
| Partito Radicale                              | 98 523    | 3,72  | 1     |
| Federazione delle Liste Verdi                 | 69 656    | 2,63  | –     |
| Piemonte Autonomia Regionale                  | 60 742    | 2,29  | –     |
| Piemont                                       | 51 340    | 1,94  | –     |
| Democrazia Proletaria                         | 41 306    | 1,56  | –     |
| Liga Veneta - Pensionati Uniti                | 24 071    | 0,91  | –     |
| Movimento di Liberazione Fiscale              | 13 915    | 0,53  | –     |
| Alleanza Popolare Pensionati                  | 3 673     | 0,14  | –     |
| Totale                                        | 2 647 451 | 100   | 24    |

Circoscrizione Lombardia;
| Liste                                         | Voti      | %     | Seggi |
| --------------------------------------------- | --------- | ----- | ----- |
| Democrazia Cristiana                          | 1 845 626 | 34,43 | 18    |
| Partito Comunista Italiano                    | 1 319 356 | 24,61 | 12    |
| Partito Socialista Italiano                   | 901 296   | 16,81 | 8     |
| Movimento Sociale Italiano - Destra Nazionale | 249 470   | 4,65  | 2     |
| Partito Repubblicano Italiano                 | 217 157   | 4,05  | 2     |
| Federazione delle Liste Verdi                 | 139 573   | 2,60  | 1     |
| Lega Nord                                     | 137 276   | 2,56  | 1     |
| Partito Radicale                              | 133 181   | 2,48  | 1     |
| Partito Socialista Democratico Italiano       | 127 828   | 2,38  | 1     |
| Partito Liberale Italiano                     | 124 418   | 2,32  | 1     |
| Democrazia Proletaria                         | 108 990   | 2,03  | 1     |
| Liga Veneta - Pensionati Uniti                | 46 319    | 0,86  | –     |
| Alleanza Popolare Pensionati                  | 7 603     | 0,14  | –     |
| Movimento Nazionale Italiano Cacciatori       | 2 695     | 0,05  | –     |
| Totale                                        | 5 360 788 | 100   | 48    |

Circoscrizione Trentino-Alto Adige;
| Liste                                         | Voti    | %     | Seggi |
| --------------------------------------------- | ------- | ----- | ----- |
| Partito Popolare Sud Tirolese                 | 171 539 | 34,42 | 2     |
| Democrazia Cristiana                          | 140 744 | 28,24 | 3     |
| PSI - PSDI - PR - Verdi                       | 58 501  | 11,74 | 1     |
| Partito Comunista Italiano                    | 45 770  | 9,18  | 1     |
| Movimento Sociale Italiano - Destra Nazionale | 37 571  | 7,54  | –     |
| Partito Repubblicano Italiano                 | 14 611  | 2,93  | –     |
| Democrazia Proletaria                         | 9 414   | 1,89  | –     |
| Sud-Tirol                                     | 8 551   | 1,72  | –     |
| Partito Liberale Italiano                     | 6 001   | 1,20  | –     |
| Liga Veneta - Pensionati Uniti                | 4 779   | 0,96  | –     |
| Alleanza Popolare Pensionati                  | 846     | 0,17  | –     |
| Totale                                        | 498 327 | 100   | 7     |

Circoscrizione Veneto;
| Liste                                         | Voti      | %     | Seggi |
| --------------------------------------------- | --------- | ----- | ----- |
| Democrazia Cristiana                          | 1 155 832 | 44,05 | 13    |
| Partito Comunista Italiano                    | 504 266   | 19,22 | 5     |
| Partito Socialista Italiano                   | 378 253   | 14,41 | 4     |
| Movimento Sociale Italiano - Destra Nazionale | 104 108   | 3,97  | 1     |
| Liga Veneta - Pensionati Uniti                | 85 649    | 3,26  | –     |
| Partito Repubblicano Italiano                 | 81 362    | 3,10  | –     |
| Federazione delle Liste Verdi                 | 79 268    | 3,02  | –     |
| Partito Socialista Democratico Italiano       | 71 930    | 2,74  | –     |
| Partito Radicale                              | 63 549    | 2,42  | –     |
| Partito Liberale Italiano                     | 54 104    | 2,06  | –     |
| Democrazia Proletaria                         | 41 109    | 1,57  | –     |
| Alleanza Popolare Pensionati                  | 4 730     | 0,18  | –     |
| Totale                                        | 2 624 160 | 100   | 23    |

Circoscrizione Friuli-Venezia Giulia;
| Liste                                         | Voti    | %     | Seggi |
| --------------------------------------------- | ------- | ----- | ----- |
| Democrazia Cristiana                          | 274 386 | 36,13 | 3     |
| Partito Comunista Italiano                    | 161 695 | 21,29 | 2     |
| Partito Socialista Italiano                   | 149 985 | 19,75 | 2     |
| Movimento Sociale Italiano - Destra Nazionale | 50 466  | 6,65  | –     |
| Partito Repubblicano Italiano                 | 29 806  | 3,93  | –     |
| Federazione delle Liste Verdi                 | 26 290  | 3,46  | –     |
| Partito Liberale Italiano                     | 21 757  | 2,87  | –     |
| Movimento Friuli                              | 17 528  | 2,31  | –     |
| Democrazia Proletaria                         | 11 733  | 1,55  | –     |
| Liga Veneta - Pensionati Uniti                | 8 200   | 1,08  | –     |
| Partito Sardo d'Azione                        | 5 677   | 0,75  | –     |
| Alleanza Popolare Pensionati                  | 1 840   | 0,24  | –     |
| Totale                                        | 759 363 | 100   | 7     |

Circoscrizione Liguria;
| Liste                                         | Voti      | %     | Seggi |
| --------------------------------------------- | --------- | ----- | ----- |
| Partito Comunista Italiano                    | 374 858   | 34,46 | 4     |
| Democrazia Cristiana                          | 329 553   | 30,29 | 4     |
| PSI - PSDI - PR                               | 158 142   | 14,54 | 2     |
| Movimento Sociale Italiano - Destra Nazionale | 61 958    | 5,70  | –     |
| Partito Repubblicano Italiano                 | 47 442    | 4,36  | –     |
| Federazione delle Liste Verdi                 | 41 829    | 3,84  | –     |
| Partito Liberale Italiano                     | 32 803    | 3,02  | –     |
| Democrazia Proletaria                         | 19 549    | 1,80  | –     |
| Liga Veneta - Pensionati Uniti                | 18 537    | 1,70  | –     |
| Alleanza Popolare Pensionati                  | 3 230     | 0,30  | –     |
| Totale                                        | 1 087 901 | 100   | 10    |

Circoscrizione Emilia-Romagna;
| Liste                                         | Voti      | %     | Seggi |
| --------------------------------------------- | --------- | ----- | ----- |
| Partito Comunista Italiano                    | 1 201 091 | 46,06 | 11    |
| Democrazia Cristiana                          | 649 531   | 24,91 | 6     |
| PSI - PSDI - PR                               | 344 762   | 13,22 | 3     |
| Partito Repubblicano Italiano                 | 124 070   | 4,76  | 1     |
| Movimento Sociale Italiano - Destra Nazionale | 103 162   | 3,96  | –     |
| Federazione delle Liste Verdi                 | 61 514    | 2,36  | –     |
| Partito Liberale Italiano                     | 43 277    | 1,66  | –     |
| Democrazia Proletaria                         | 33 918    | 1,30  | –     |
| Caccia Pesca Ambiente                         | 19 389    | 0,74  | –     |
| Liga Veneta - Pensionati Uniti                | 15 044    | 0,58  | –     |
| Partito Verde Italiano                        | 8 633     | 0,33  | –     |
| Alleanza Popolare Pensionati                  | 3 431     | 0,13  | –     |
| Totale                                        | 2 607 822 | 100   | 21    |

Circoscrizione Toscana;
| Liste                                         | Voti      | %     | Seggi |
| --------------------------------------------- | --------- | ----- | ----- |
| Partito Comunista Italiano                    | 1 022 736 | 45,15 | 10    |
| Democrazia Cristiana                          | 611 181   | 26,98 | 6     |
| PSI - PSDI - PR                               | 292 331   | 12,91 | 2     |
| Movimento Sociale Italiano - Destra Nazionale | 102 759   | 4,54  | 1     |
| Partito Repubblicano Italiano                 | 73 772    | 3,26  | –     |
| Federazione delle Liste Verdi                 | 56 700    | 2,50  | –     |
| Democrazia Proletaria                         | 40 343    | 1,78  | –     |
| Partito Liberale Italiano                     | 26 631    | 1,18  | –     |
| Caccia Pesca Ambiente                         | 21 746    | 0,96  | –     |
| Liga Veneta - Pensionati Uniti                | 13 317    | 0,59  | –     |
| Alleanza Popolare Pensionati                  | 3 518     | 0,16  | –     |
| Totale                                        | 2 265 034 | 100   | 19    |

Circoscrizione Umbria;
| Liste                                         | Voti    | %     | Seggi |
| --------------------------------------------- | ------- | ----- | ----- |
| Partito Comunista Italiano                    | 226 178 | 43,58 | 4     |
| Democrazia Cristiana                          | 139 986 | 26,97 | 2     |
| Partito Socialista Italiano                   | 80 222  | 15,46 | 1     |
| Movimento Sociale Italiano - Destra Nazionale | 28 620  | 5,51  | –     |
| Partito Repubblicano Italiano                 | 11 903  | 2,29  | –     |
| Democrazia Proletaria                         | 7 545   | 1,45  | –     |
| Federazione delle Liste Verdi                 | 7 481   | 1,44  | –     |
| Partito Radicale                              | 6 199   | 1,19  | –     |
| Partito Socialista Democratico Italiano       | 4 808   | 0,93  | –     |
| Partito Liberale Italiano                     | 3 548   | 0,68  | –     |
| Liga Veneta - Pensionati Uniti                | 1 969   | 0,38  | –     |
| Alleanza Popolare Pensionati                  | 534     | 0,10  | –     |
| Totale                                        | 518 993 | 100   | 7     |

Circoscrizione Marche;
| Liste                                         | Voti    | %     | Seggi |
| --------------------------------------------- | ------- | ----- | ----- |
| Partito Comunista Italiano                    | 317 252 | 35,94 | 4     |
| Democrazia Cristiana                          | 310 130 | 35,13 | 3     |
| Partito Socialista Italiano                   | 106 603 | 12,08 | 1     |
| Movimento Sociale Italiano - Destra Nazionale | 47 930  | 5,43  | –     |
| Partito Repubblicano Italiano                 | 28 941  | 3,28  | –     |
| Partito Socialista Democratico Italiano       | 17 664  | 2,00  | –     |
| Federazione delle Liste Verdi                 | 16 810  | 1,90  | –     |
| Partito Radicale                              | 13 410  | 1,52  | –     |
| Democrazia Proletaria                         | 10 254  | 1,16  | –     |
| Partito Liberale Italiano                     | 7 854   | 0,89  | –     |
| Liga Veneta - Pensionati Uniti                | 5 159   | 0,58  | –     |
| Alleanza Popolare Pensionati                  | 774     | 0,09  | –     |
| Totale                                        | 882 781 | 100   | 8     |

Circoscrizione Lazio;
| Liste                                         | Voti      | %     | Seggi |
| --------------------------------------------- | --------- | ----- | ----- |
| Democrazia Cristiana                          | 986 017   | 33,43 | 10    |
| Partito Comunista Italiano                    | 815 586   | 27,65 | 9     |
| Partito Socialista Italiano                   | 380 145   | 12,89 | 4     |
| Movimento Sociale Italiano - Destra Nazionale | 271 477   | 9,20  | 2     |
| Partito Repubblicano Italiano                 | 104 491   | 3,54  | 1     |
| Partito Radicale                              | 92 304    | 3,13  | 1     |
| Partito Socialista Democratico Italiano       | 79 963    | 2,71  | –     |
| Federazione delle Liste Verdi                 | 69 601    | 2,36  | –     |
| Partito Liberale Italiano                     | 59 288    | 2,01  | –     |
| Democrazia Proletaria                         | 49 027    | 1,66  | –     |
| Liga Veneta - Pensionati Uniti                | 24 002    | 0,81  | –     |
| Verdi d'Italia                                | 8 862     | 0,30  | –     |
| Alleanza Popolare Pensionati                  | 5 969     | 0,20  | –     |
| Nuovo Partito Popolare                        | 2 507     | 0,09  | –     |
| Totale                                        | 2 949 239 | 100   | 27    |

Circoscrizione Abruzzo;
| Liste                                         | Voti    | %     | Seggi |
| --------------------------------------------- | ------- | ----- | ----- |
| Democrazia Cristiana                          | 296 811 | 41,35 | 4     |
| Partito Comunista Italiano                    | 212 896 | 29,66 | 2     |
| Partito Socialista Italiano                   | 91 391  | 12,73 | 1     |
| Movimento Sociale Italiano - Destra Nazionale | 44 397  | 6,18  | –     |
| Partito Socialista Democratico Italiano       | 17 109  | 2,38  | –     |
| Partito Radicale                              | 13 260  | 1,85  | –     |
| Partito Repubblicano Italiano                 | 11 798  | 1,64  | –     |
| Federazione delle Liste Verdi                 | 11 362  | 1,58  | –     |
| Partito Liberale Italiano                     | 7 525   | 1,05  | –     |
| Democrazia Proletaria                         | 7 381   | 1,03  | –     |
| Liga Veneta - Pensionati Uniti                | 3 235   | 0,45  | –     |
| Alleanza Popolare Pensionati                  | 700     | 0,10  | –     |
| Totale                                        | 717 865 | 100   | 7     |

Circoscrizione Molise;
| Liste                                         | Voti    | %     | Seggi |
| --------------------------------------------- | ------- | ----- | ----- |
| Democrazia Cristiana                          | 100 408 | 56,92 | 2     |
| Alleanza Democratica Molisana                 | 49 297  | 27,95 | –     |
| Movimento Sociale Italiano - Destra Nazionale | 12 075  | 6,85  | –     |
| Democrazia Proletaria                         | 8 066   | 4,57  | –     |
| Partito Repubblicano Italiano                 | 4 440   | 2,52  | –     |
| Alleanza Popolare Pensionati                  | 2 119   | 1,20  | –     |
| Totale                                        | 176 405 | 100   | 2     |

Circoscrizione Campania;
| Liste                                         | Voti      | %     | Seggi |
| --------------------------------------------- | --------- | ----- | ----- |
| Democrazia Cristiana                          | 745 811   | 27,75 | 10    |
| Partito Comunista Italiano                    | 631 785   | 23,51 | 8     |
| Partito Socialista Italiano                   | 284 126   | 10,57 | 3     |
| Movimento Sociale Italiano - Destra Nazionale | 256 998   | 9,56  | 3     |
| Democrazia Cristiana                          | 225 135   | 8,38  | 3     |
| Partito Socialista Democratico Italiano       | 124 439   | 4,63  | 1     |
| Partito Repubblicano Italiano                 | 116 382   | 4,33  | 1     |
| Partito Socialista Italiano                   | 106 692   | 3,97  | 1     |
| Partito Liberale Italiano                     | 63 146    | 2,35  | –     |
| Partito Radicale                              | 50 898    | 1,89  | –     |
| Democrazia Proletaria                         | 29 792    | 1,11  | –     |
| Federazione delle Liste Verdi                 | 21 107    | 0,79  | –     |
| Partito Verde Italiano                        | 13 373    | 0,50  | –     |
| Liga Veneta - Pensionati Uniti                | 11 124    | 0,41  | –     |
| Partito Nazionale Inquilini                   | 4 103     | 0,15  | –     |
| Alleanza Popolare Pensionati                  | 2 750     | 0,10  | –     |
| Totale                                        | 2 687 661 | 100   | 30    |

Circoscrizione Puglia;
| Liste                                         | Voti      | %     | Seggi |
| --------------------------------------------- | --------- | ----- | ----- |
| Democrazia Cristiana                          | 721 307   | 35,58 | 8     |
| Partito Comunista Italiano                    | 508 822   | 25,10 | 6     |
| Partito Socialista Italiano                   | 298 371   | 14,72 | 3     |
| Movimento Sociale Italiano - Destra Nazionale | 207 193   | 10,22 | 2     |
| Partito Socialista Democratico Italiano       | 92 887    | 4,58  | 1     |
| Partito Repubblicano Italiano                 | 80 441    | 3,97  | 1     |
| Partito Radicale                              | 33 878    | 1,67  | –     |
| Federazione delle Liste Verdi                 | 30 164    | 1,49  | –     |
| Partito Liberale Italiano                     | 30 104    | 1,48  | –     |
| Democrazia Proletaria                         | 13 840    | 0,68  | –     |
| Liga Veneta - Pensionati Uniti                | 8 586     | 0,42  | –     |
| Alleanza Popolare Pensionati                  | 1 972     | 0,10  | –     |
| Totale                                        | 2 027 565 | 100   | 21    |

Circoscrizione Basilicata;
| Liste                                         | Voti    | %     | Seggi |
| --------------------------------------------- | ------- | ----- | ----- |
| Democrazia Cristiana                          | 135 699 | 42,56 | 4     |
| Partito Comunista Italiano                    | 89 661  | 28,12 | 2     |
| Partito Socialista Italiano                   | 45 508  | 14,27 | 1     |
| Movimento Sociale Italiano - Destra Nazionale | 18 051  | 5,66  | –     |
| Partito Socialista Democratico Italiano       | 12 993  | 4,07  | –     |
| Partito Repubblicano Italiano                 | 4 497   | 1,41  | –     |
| Partito Radicale                              | 2 944   | 0,92  | –     |
| Democrazia Proletaria                         | 2 905   | 0,91  | –     |
| Federazione delle Liste Verdi                 | 2 827   | 0,89  | –     |
| Partito Liberale Italiano                     | 2 366   | 0,74  | –     |
| Liga Veneta - Pensionati Uniti                | 1 104   | 0,35  | –     |
| Alleanza Popolare Pensionati                  | 320     | 0,10  | –     |
| Totale                                        | 318 875 | 100   | 7     |

Circoscrizione Calabria;
| Liste                                         | Voti    | %     | Seggi |
| --------------------------------------------- | ------- | ----- | ----- |
| Democrazia Cristiana                          | 348 303 | 35,98 | 4     |
| Partito Comunista Italiano                    | 294 872 | 30,46 | 4     |
| PSI - PSDI - PR                               | 166 980 | 17,25 | 2     |
| Movimento Sociale Italiano - Destra Nazionale | 101 675 | 10,50 | 1     |
| Partito Repubblicano Italiano                 | 17 246  | 1,78  | –     |
| Democrazia Proletaria                         | 17 220  | 1,78  | –     |
| Partito Liberale Italiano                     | 9 048   | 0,93  | –     |
| Liga Veneta - Pensionati Uniti                | 6 344   | 0,66  | –     |
| Partito Sardo d'Azione - Alleanza Federalista | 4 812   | 0,50  | –     |
| Alleanza Popolare Pensionati                  | 1 577   | 0,16  | –     |
| Totale                                        | 968 077 | 100   | 11    |

Circoscrizione Sicilia;
| Liste                                         | Voti      | %     | Seggi |
| --------------------------------------------- | --------- | ----- | ----- |
| Democrazia Cristiana                          | 822 700   | 34,13 | 10    |
| Partito Comunista Italiano                    | 519 903   | 21,57 | 6     |
| Partito Socialista Italiano                   | 370 006   | 15,35 | 4     |
| Movimento Sociale Italiano - Destra Nazionale | 246 672   | 10,23 | 3     |
| Partito Repubblicano Italiano                 | 141 903   | 5,89  | 1     |
| Partito Socialista Democratico Italiano       | 103 812   | 4,31  | 1     |
| Partito Liberale Italiano                     | 90 541    | 3,76  | 1     |
| Partito Radicale                              | 64 315    | 2,67  | –     |
| Democrazia Proletaria                         | 28 412    | 1,18  | –     |
| Liga Veneta - Pensionati Uniti                | 13 289    | 0,55  | –     |
| Rinascita Siciliana                           | 5 258     | 0,22  | –     |
| Alleanza Popolare Pensionati                  | 3 767     | 0,16  | –     |
| Totale                                        | 2 410 578 | 100   | 26    |

Circoscrizione Sardegna;
| Liste                                         | Voti    | %     | Seggi |
| --------------------------------------------- | ------- | ----- | ----- |
| Democrazia Cristiana                          | 304 956 | 36,33 | 4     |
| Partito Comunista Italiano                    | 236 678 | 28,20 | 3     |
| Partito Sardo d'Azione                        | 118 589 | 14,13 | 1     |
| Alleanza Laico-Socialista                     | 84 883  | 10,11 | 1     |
| Movimento Sociale Italiano - Destra Nazionale | 50 778  | 6,05  | –     |
| Democrazia Proletaria                         | 12 863  | 1,53  | –     |
| Partidu Indipendentista                       | 11 818  | 1,41  | –     |
| Verdi d'Italia                                | 10 265  | 1,22  | –     |
| Liga Veneta - Pensionati Uniti                | 6 132   | 0,73  | –     |
| Alleanza Popolare Pensionati                  | 2 437   | 0,29  | –     |
| Totale                                        | 839 399 | 100   | 9     |

Circoscrizione Valle d'Aosta
| Liste                                         | Voti   | %     | Seggi |
| --------------------------------------------- | ------ | ----- | ----- |
| Union Valdôtaine - ADP - PRI                  | 35 830 | 54,64 | 1     |
| DC - PCI - PSI - PSDI - PLI                   | 25 426 | 38,77 | –     |
| Movimento Sociale Italiano - Destra Nazionale | 2 629  | 4,01  | –     |
| Liga Veneta - Pensionati Uniti                | 1 692  | 2,58  | –     |
| Totale                                        | 65 577 | 100   | 1     |